# 一迫隆真
一迫 隆真（いちはざ たかまさ）は、戦国時代から安土桃山時代にかけての武将。大崎氏の家臣。陸奥国栗原郡真坂城主。

## 略歴
一迫氏の本姓は狩野氏ともいう。
大崎義隆に仕えた。天正16年（1588年）の大崎合戦では、氏家吉継に呼応して伊達政宗に味方した。